# Les Veufs (film)
Pour plus de détails, voir Fiche technique et Distribution.
Les Veufs (titre original : Entangled) est un film franco-canadien de Max Fischer sorti en 1993.

## Synopsis
Installé à Paris, le jeune romancier David Mirkin vient de publier un nouveau livre. Lorsqu'il rencontre Annabelle, une jeune mannequin du magazine Elle, c'est le coup de foudre. Il écrit aussitôt un autre roman intitulé Les Rendez-vous d'Anna. Les éditions Duras décident de le publier. Cependant David soupçonne Anna de s'adonner à des activités lubriques secrètes. Il demande alors à son meilleur ami Max de l'espionner. Mais les choses tournent mal...

## Fiche technique
- Titre original : Entangled
- Réalisation : Max Fischer
- Scénario : Max Fischer et Michel Tureau d'après Les Veufs de Pierre Boileau et Thomas Narcejac
- Directeur de la photographie : Ennio Guarnieri
- Montage : Marie-Sophie Dubus
- Musique : Jean-François Fabiano
- Son : Alain Curvelier et Jean Casanova (France)
- Costumes : Suzanna Fischer
- Décors : Ronald Fauteux et Thérèse Ripaud
- Production : Max Fischer
- Genre : thriller
- Pays :  France,  Canada
- Durée : 98 minutes
- Date de sortie : 23 mars 1993 en France

## Distribution
- Judd Nelson (VQ : Jacques Lavallée) : David Mirkin
- Pierce Brosnan (VQ : Daniel Roussel) : Garavan
- Laurence Treil (VQ : Elle-même) : Annabelle
- Roy Dupuis (VQ : Lui-même) : Max
- Lorenzo Caccialanza (VQ : Hubert Gagnon) : Mark Merylle
- Michael McGill (VQ : Pierre Auger) : le docteur
- Danielle Bissonette (VQ : Claudie Verdant) : Elizabeth